# Jurij Kondakov
Jurij Georgijevič Kondakov (rusky Юрий Георгиевич Кондаков; * 27. listopadu 1951 Lesnoj, Ruská SFSR) je bývalý sovětský rychlobruslař.
Na mezinárodních závodech debutoval v roce 1972, kdy vyhrál Mistrovství světa juniorů. O rok později premiérově startoval na seniorském Mistrovství světa ve víceboji, na kterém skončil na 11. místě. V roce 1974 byl na světovém vícebojařském šampionátu šestý, při své premiéře na evropském mistrovství byl osmý. Svoji první medaili, bronzovou, získal na Mistrovství světa ve víceboji 1975, evropský šampionát dokončil téhož roku jako šestý. Na Zimních olympijských hrách 1976 vybojoval v závodě na 1500 m stříbrnou medaili. V dalších letech startoval především na domácích závodech, zúčastnil se však zimní olympiády 1980, kde patnáctistovku zvládl v pátém nejrychlejším čase. Poslední závod absolvoval v roce 1982.